# Frankenholz
Frankenholz ist ein Stadtteil von Bexbach im Saarland. Der Ort liegt am Südhang des Höcherberges auf etwa 300–450 Meter Meereshöhe. Die Fläche des Ortes beträgt 202 ha.

## Geschichte
Im Mittelalter lag hier ein Hof Wirsbach des Klosters Wörschweiler, der vor 1564 wüst fiel. 1697 stellte der aus Wallonien stammende Nicolaus Dumont einen Antrag auf Errichtung eines Hofes am Wald Frankenholz. Sechs Jahre später wurde ihm ein Erbbestandsbrief ausgehändigt. 1741 wurde ein Weidestrich gegenüber den Nachbarorten errichtet, so bekam der Hof eine eigene Gemarkung. 1755 kam der Hof im Zuge eines Gebietsaustausches von Pfalz-Zweibrücken an Nassau-Saarbrücken.
1798, nach dem Frieden von Campo Formio, wurde Frankenholz Bestandteil der Gemeinde Oberbexbach. Am 1. Mai 1816 wurde Frankenholz Teil des bayerischen Rheinkreises und gehörte als Bestandteil der Gemeinde Oberbexbach zum Kanton Waldmohr im Landkommissariat Homburg. In der Folgezeit gehörte der Ort zur Gemeinde Oberbexbach-Frankenholz. 1937 kam es zum Frankenholzer Schulstreik. Am 1. April 1937 wurde die Gemeinde Höcherberg aus den bisherigen Gemeinden Höchen, Mittelbexbach und Oberbexbach-Frankenholz neu gebildet. Erst am 1. Mai 1947 wurde Frankenholz anlässlich der Auflösung der Gemeinde Höcherberg eine selbständige Gemeinde im Landkreis Homburg. Diese Eigenständigkeit endete am 1. Januar 1974, als im Zuge der saarländischen Gebiets- und Verwaltungsreform die Gemeinde Frankenholz zu einem Stadtteil der Stadt Bexbach wurde.
Obwohl bereits 1902 durch katholische Bergleute ein Kirchenbauverein gegründet worden war, konnte erst in den 1920er Jahren eine Kirche errichtet werden. Der von dem Münchner Architekt Richard Berndl geplante Bau wurde am 4. September 1927 eingeweiht, die Grundsteinlegung war zuvor am 17. Oktober 1926 erfolgt. Nachdem 1929/30 auch das Pfarrhaus fertiggestellt werden konnte, wurde die bisherige Lokalkaplanei zur Pfarrei erhoben. Die St. Josefs-Kirche, die als  Rundpfeilerbasilika mit eingezogenem Chor und Chorflankenturm gebaut wurde, liegt am Südhang des Höcherberges in exponierter Lage.

## Politik

### Ortsrat
Aufgrund der Kommunalwahl am 9. Juni 2024 ergab sich folgende Sitzverteilung im Ortsrat:

SPD: 3 Sitze (39,65 %)

FWG: 2 Sitze (32,31 %)

CDU: 2 Sitze (28,04 %)

### Ortsvorsteher
- 1974–1984: Albert Barth (CDU)
- 1984–1989: Alwine Schweiger (CDU)
- 1989–1994: Walter Leger (SPD)
- 1994–2004: Konrad Omlor (CDU)
- 2004–2022: Rudi Müller (SPD)
- 2022–2024: Michael Hatzlhoffer (SPD)
- seit 9. Juli 2024: Helene Guth (FWG)

Aus der Kommunalwahl am 9. Juni 2024 ging die SPD bei Verlusten von ca. 5 %-Punkten als stärkste Partei heraus. Bei der konstituierenden Sitzung des Ortsrates setzte sich Helene Guth (FWG) mit 5 Stimmen gegen Amtsinhaber Michael Hatzlhoffer (SPD) durch, auf den lediglich 2 Stimmen entfielen, obwohl die SPD 3 Ratsmitglieder stellt. 

### Bevölkerungsentwicklung
Bis 1880 war der Ort landwirtschaftlich geprägt. Nach Erschließung des Kohlefeldes durch die Grube Frankenholz nahm die Anzahl der im Ort lebenden Personen sprunghaft zu. Auch nach der Schließung der Grube im Jahr 1959 nahm die Bevölkerung zu, nicht zuletzt wegen der Ansiedlung von Deutschstämmigen aus dem Banat und der Batschka.
| Jahr | Einwohner |
| ---- | --------- |
| 1702 | 7         |
| 1798 | 25        |
| 1843 | 110       |
| 1875 | 179       |
| 1885 | 405       |
| 1895 | 1490      |
| 1905 | 1744      |
| 1916 | 1892      |

| Jahr | Einwohner |
| ---- | --------- |
| 1948 | 2157      |
| 1961 | 2217      |
| 1970 | 2762      |
| 1974 | 2830      |
| 2009 | 2350      |
| 2012 | 2208      |

## Persönlichkeiten
- Walter Schuck (1920–2015), hochdekorierter Jagdflieger im Zweiten Weltkrieg
- Dieter Thomas Heck (1937–2018), Moderator, Schlagersänger, Schauspieler, Showmaster, Produzent und Entertainer, lebte mehrere Jahre in Frankenholz
- Dieter Stein (* 1946), deutscher Anglist, Sprachwissenschaftler und Hochschullehrer